# Дубовик оливково-бурый
Дубови́к оли́вково-бу́рый (лат. Bolétus lúridus) — съедобный гриб из рода Боровик (Boletus) семейства Болетовые (Boletaceae). 
Синонимы
- Русские: дубовик обыкновенный, поддубник, синяк, болет грязно-бурый
- Латинские:
  - Leccinum luridum (Schaeff.) Gray, 1821
  - Tubiporus luridus (Schaeff.) P. Karst., 1871
  - Dictyopus luridus (Schaeff.) Quél., 1888
  - Suillellus luridus (Schaeff.) Murrill, 1909
  - Leccinum rubeolarium  (Bull.) Gray, 1821
  - Boletus rubeolarius Bull., 1791
  - Boletus subvescus J.F. Gmel., 1792

## Описание

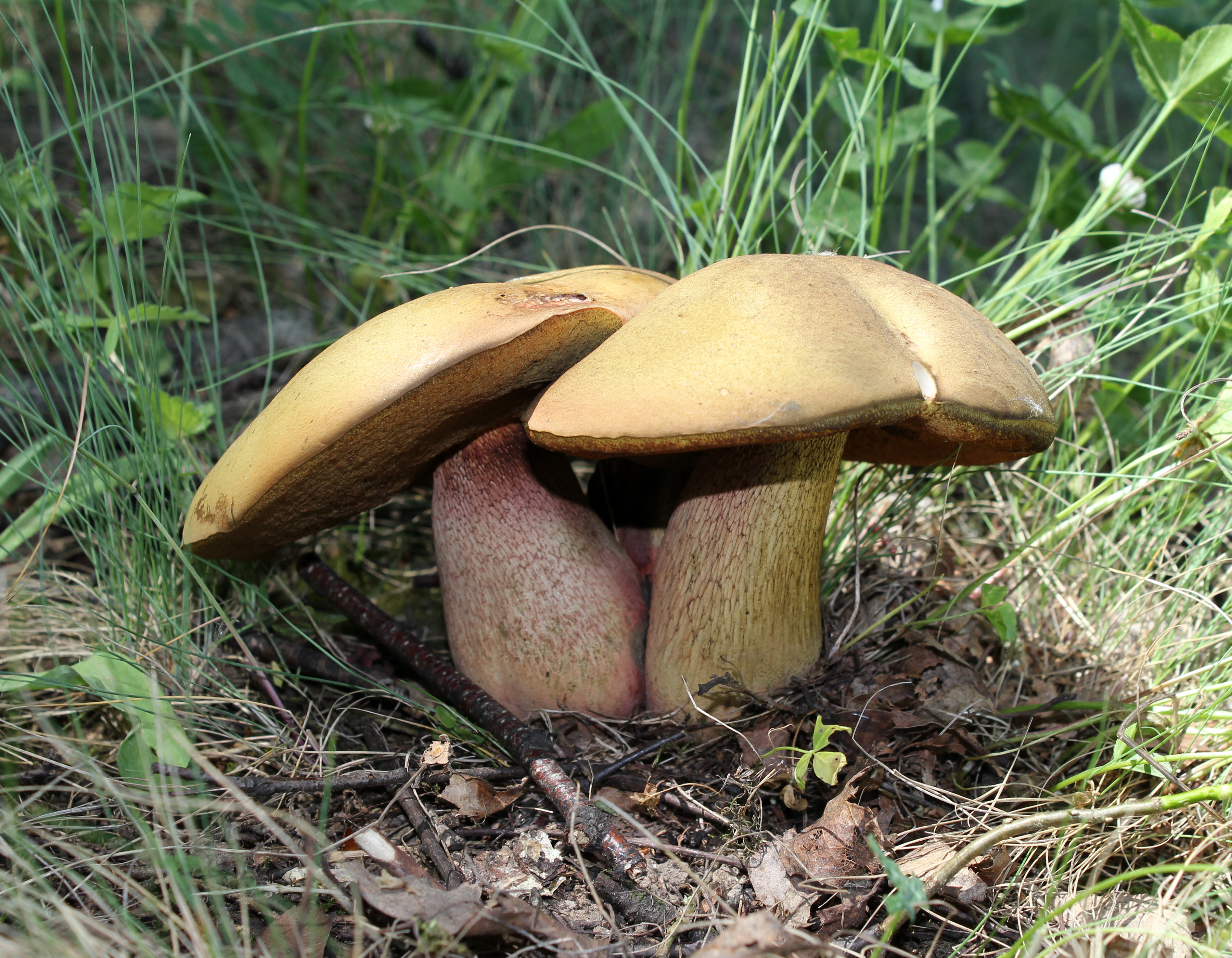
Дубовик оливково-бурый

Диаметр шляпки зрелого гриба составляет 5—20 см, форма полушаровидная или выпуклая, редко раскрывается до плоской. Кожица оливково-коричневая, цвет очень изменчив. Поверхность её у молодых грибов бархатистая, в сырую погоду бывает слизистая. От прикосновений шляпка покрывается тёмными пятнами.

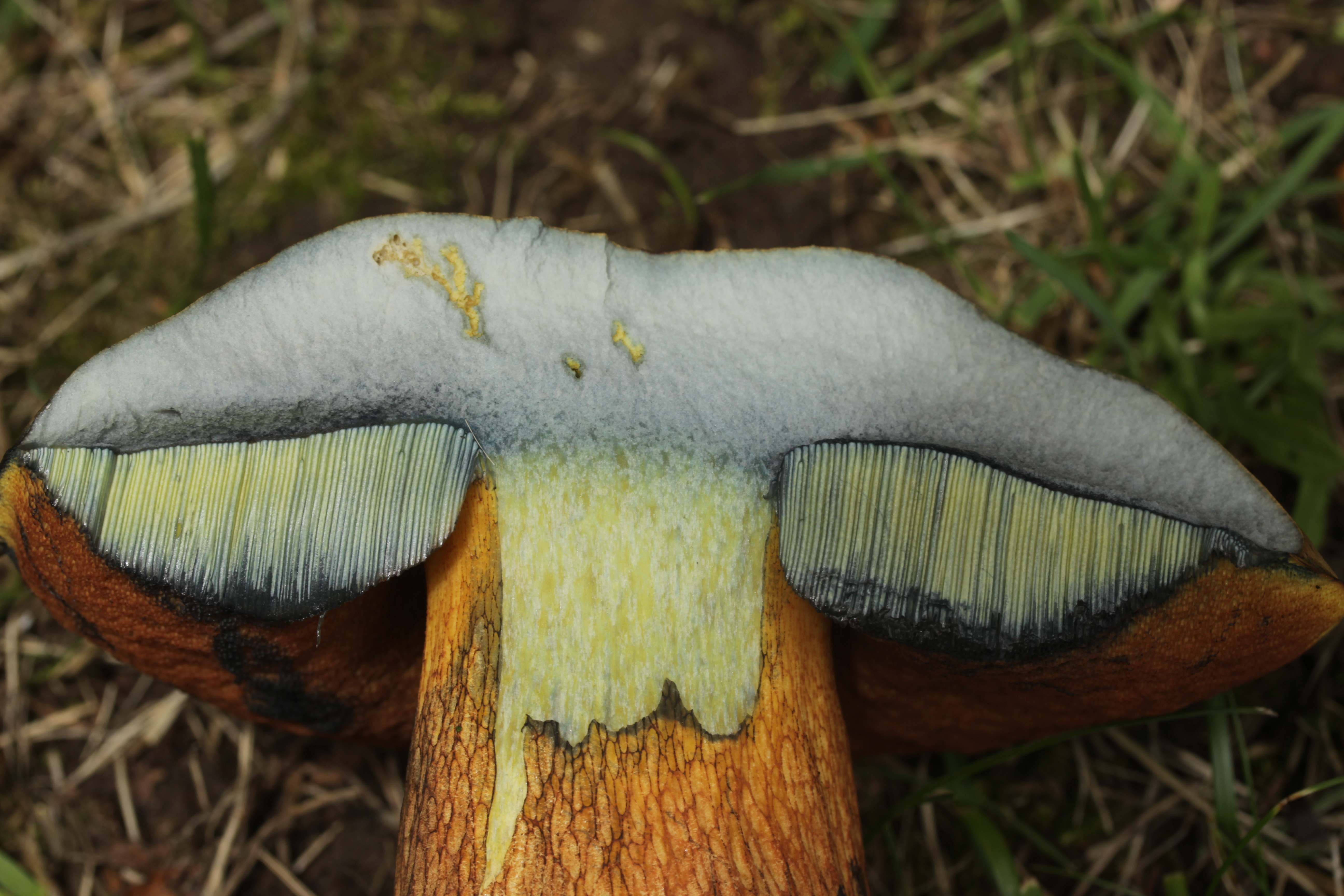
В разрезе

Мякоть желтоватая, плотная, у основания ножки красная или красноватая, на срезе синеет, потом буреет, без запаха, вкус неострый.
Трубочки длиной 2,5—3,5 см, свободные, жёлтые, позднее зеленоватые или оливковые; поры округлые, очень мелкие, красноватые, при надавливании синеют. Между мякотью шляпки и гименофором имеется красный пигментный слой, заметный на разрезе.
Ножка 6—15 см высотой и 3—6 см толщиной, булавовидная, имеет клубневидное утолщение, цвет жёлто-оранжевый, в основании красно-бурый, имеет выпуклый буровато-красный сетчатый рисунок с удлинёнными петлями.
Споровый порошок бурый, оливково-бурый или оливковый, споры 11—16 × 5,5—6,5 мкм, гладкие, веретеновидные.

### Изменчивость
Цвет шляпки может сильно варьировать, от светлого буровато-жёлтого до тёмно-коричневого, иногда с красновато-жёлтыми краями. С возрастом шляпка темнеет. На ножке могут быть пятна красного цвета в средней части и зеленоватые у основания.

## Экология и распространение

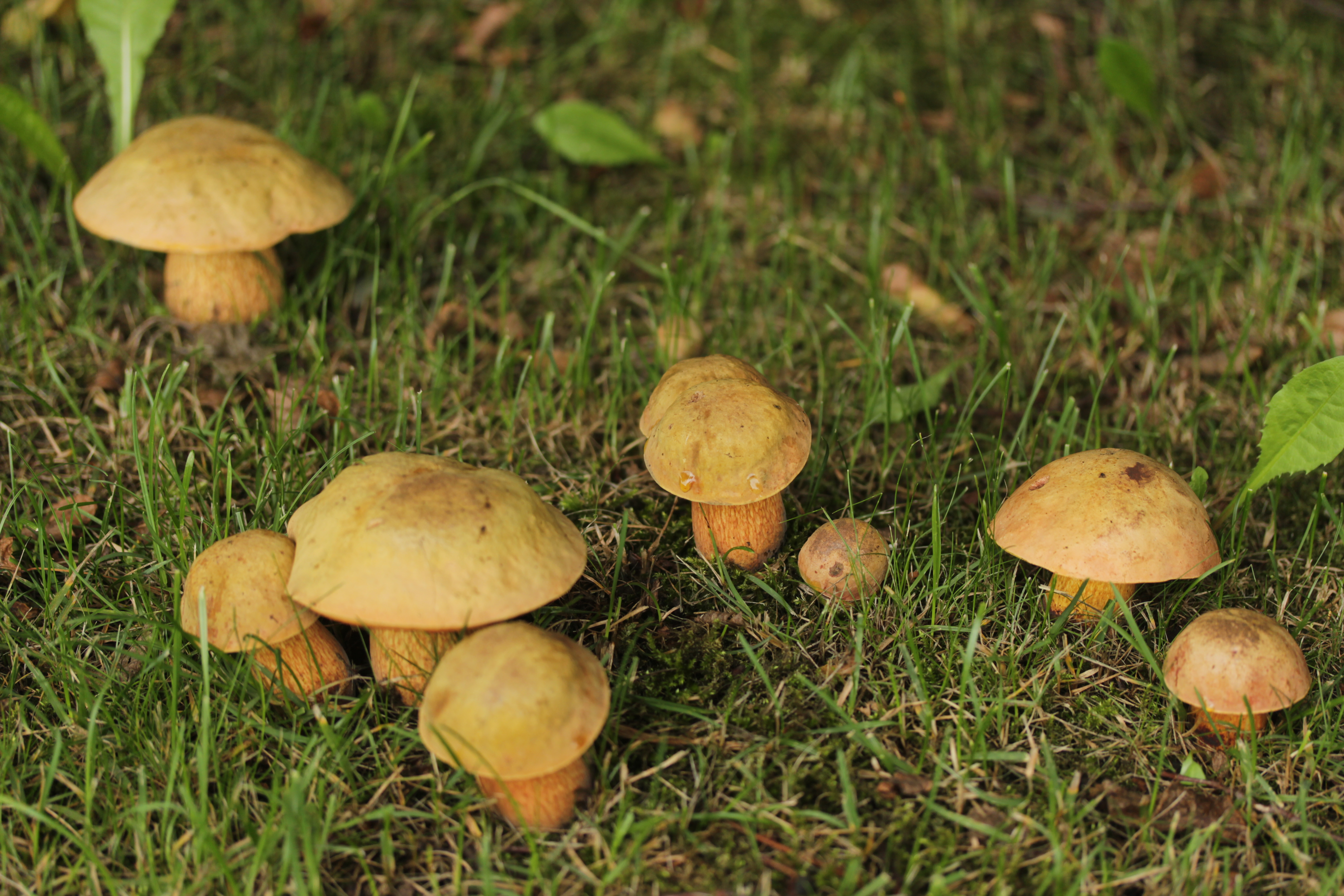
Группа плодовых тел

Образует микоризу с дубом, буком, реже с берёзой и другими породами деревьев, растёт на известковых почвах, преимущественно в светлых, хорошо прогреваемых солнцем местах, встречается в лиственных и смешанных лесах. Теплолюбивый гриб, но изредка встречается и на широте Санкт-Петербурга. Распространён в Европе, на Кавказе, редок в Западной Сибири и на юге Дальнего Востока. Изолированно встречается в Восточной Сибири (Красноярский край), где растёт совместно с берёзой.
Сезон июль — сентябрь, наиболее массово плодоносит в августе, может появляться и в мае — июне.

## Пищевые качества
Условно съедобный гриб хорошего качества. Наиболее часто употребляется маринованным (при добавлении лимонной кислоты синеющая мякоть дубовиков снова становится светлой), также годен для сушки. Требует тщательной предварительной тепловой обработки (отваривание, вода затем сливается).

### Токсичность
Гриб содержит ядовитые вещества, разрушающиеся при варке. Сырой или плохо проваренный вызывает расстройства кишечника. Не рекомендуется также совместное употребление с алкоголем.

## Химический состав
Из гриба извлечён антибиотик болетол — один из пигментов трубчатых.